# Тихое место: День первый
«Ти́хое ме́сто: День пе́рвый» (англ. A Quiet Place: Day One) — американский апокалиптический фильм ужасов режиссёра Майкла Сарноски по сценарию Джеффа Николса, основанный на оригинальной истории Джона Красински. Приквел и одновременно спин-офф серии фильмов «Тихое место». Действие фильма происходит в первый день после появления на Земле таинственных инопланетных монстров, которые абсолютно слепы, но обладают обострённым слухом, благодаря которому, услышав жертву, быстро настигают и убивают её.
Премьера фильма состоялась 26 июня 2024 года на кинофестивале Трайбека, а два дня спустя фильм вышел в кинотеатрах США. Он получил положительные отзывы критиков.

## Сюжет
Девушка Сэм (Самира), неизлечимо больная раком, вместе с другими пациентами хосписа приезжает на Манхэттен на кукольный спектакль. После спектакля она надеется купить в городе пиццу — может быть, последний раз в жизни. Однако именно в это время на город вместе с астероидами обрушиваются космические пришельцы — монстры, ориентирующиеся по слуху и убивающие всех, кто издаёт какой-либо звук. Сэм со своим котом по кличке Фродо оказывается на улице посреди хаоса, а затем теряет сознание и приходит в себя в помещении театра, где собралась группа выживших во главе с Генри, мужчиной, пришедшим на спектакль с женой и сыном.
С военных вертолётов жителей призывают сохранять тишину и ожидать сообщения об эвакуации. Ночью герои видят с крыши, как истребители разрушают мосты. Внезапно на крышу выбегает один из выживших и впадает в панику, начиная кричать. Генри убивает его, чтобы он не привлёк монстров, случайно делая это на глазах у своего сына. Отключается электричество, что запускает дизель-генератор. Работник хосписа Рубен отключает его, но его настигает и убивает монстр. Утром приходят оповещения о том, что из Саут-Стрит-Сипорт будет происходить эвакуация на плавательных средствах. Вереницы людей выбираются из укрытий и направляются туда, однако Сэм идёт в другую строну, в Гарлем, в известную ей пиццерию. Привлечённые шествием людей, монстры нападают на толпу. Фродо убегает, а Сэм прячется в подвале. Её вместе с Фродо находит Эрик, студент-юрист из Англии, у которого нет никого в Нью-Йорке. Он очень испуган и хочет идти с Самирой, и после колебаний она позволяет ему это. Они заходят в квартиру Сэм, где она пытается найти лекарства, но не находит их. Эрик замечает книгу стихов, когда-то изданную Сэм, и видит в её тетрадке начало нового стихотворения.
На следующий день они продолжают путь и укрываются от монстров в метро, однако один из монстров преследует их, пока не тонет в затопленном тоннеле. Сэм и Эрик выбираются и присоединяются к укрывшимся в полуразрушенной церкви. Сэм становится хуже, и Эрик выходит на поиск лекарств для неё. Он разыскивает лекарства в аптеке, а на обратном пути Фродо привлекает лежащий голубь. От голубя тянется след розовой жидкости. Пройдя по следу, обнаруживаются розовые бассейны с телами людей, из которых растут грибы. Монстры пожирают содержимое грибов. Придя в Гарлем, Сэм рассказывает Эрику, что здесь когда-то в джазовом клубе играл на пианино её отец, и у неё сохранились воспоминания о том, как они ели пиццу в Patsy’s. Однако пиццерия оказывается сгоревшей. Эрик и Сэм укрываются в джазовом клубе. Эрику удаётся принести пиццу из другого места, и он устраивает для Сэм небольшое представление, выводя её на сцену и безмолвно показывая карточные фокусы с участием Сэм.
Позже Сэм и Эрик видят, что по реке проплывает корабль со спасёнными жителями. Сэм просит Эрика взять Фродо и бежать к берегу, пока она отвлекает шумом монстров. Эрику удаётся добраться до берега и вплавь достичь корабля. Через некоторое время, находясь с Фродо в безопасности, он обнаруживает в кармане записку от Сэм. Она просит его позаботиться о коте и благодарит его за проведённое с ней время и за то, что он помог ей снова почувствовать себя живой.
В последней сцене Сэм идёт по пустынной улице города, слушая в наушниках песню «Feeling Good» Нины Симон. Остановившись, она выдёргивает наушники из айпода, чтобы музыка стала слышна. Позади неё появляется монстр.

## В ролях
- Лупита Нионго[5] — Самира
- Джозеф Куинн[6] — Эрик
- Алекс Вулфф[7] — Ройбен
- Джимон Хонсу[8] — Генри
- Денис О’Хэр[9] — Зена
- Такунда Хумало [10] — Осахар
- Шницель (кот)[11] — Фродо

## Производство

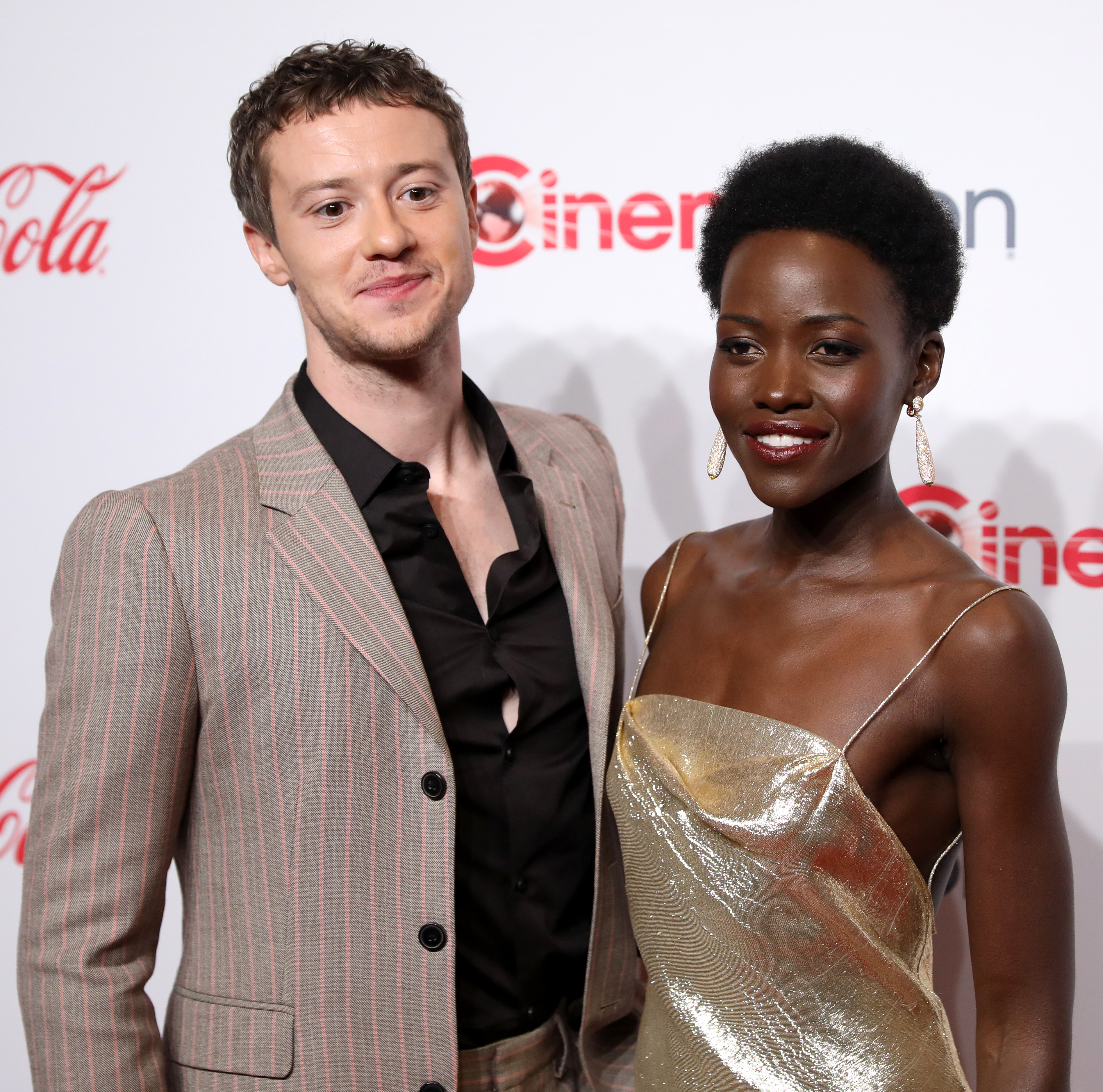
Джозеф Куинн и Лупита Нионго

### Разработка
В ноябре 2020 года стало известно, что компания Paramount Pictures заказала производство спин-оффа к фильму «Тихое место», сценаристом и режиссёром которого был назначен Джефф Николс, а Майкл Бэй, Эндрю Форм, Брэд Фуллер и Джон Красински стали продюсерами. Производством фильма займутся компании Paramount Pictures, Sunday Night Productions и Platinum Dunes. В мае 2021 года Красински сообщил, что сценарий фильма готов и передан студии. К октябрю того же года Джефф Николс отказался от роли режиссёра из-за «творческих разногласий», после чего начался срочный поиск нового режиссёра. В январе 2022 года новым режиссёром фильма был назначен Майкл Сарноски.
В апреле 2022 года на фестивале CinemaCon было объявлено название фильма: «Тихое место: День первый» (англ. A Quiet Place: Day One).

### Подбор актёров
В ноябре 2022 года стало известно, что в фильме снимутся Лупита Нионго и Джозеф Куинн. В январе 2023 года к актёрскому составу присоединился Алекс Вулфф. В марте 2023 года было объявлено, что в фильме также снимется Джимон Хонсу, который снова сыграет в роли «человека на острове», как и в фильме «Тихое место 2». Месяц спустя стало известно, что в фильме также снимется Денис О’Хэр.

### Съёмки
Съёмки фильма начались 2 января 2023 года в Лондоне и официально завершились 11 апреля того же года.

## Премьера
Премьера фильма изначально планировалась на 8 марта 2023 года, а затем на 22 сентября 2023 года, после чего её перенесли на 8 марта 2024 года, а затем на 28 июня 2024 года.